# 21730 Ignaciorod
A 21730 Ignaciorod (ideiglenes jelöléssel 1999 RG138) a Naprendszer kisbolygóövében található aszteroida. A LINEAR projekt keretében fedezték fel 1999. szeptember 9-én.